# Franex
Franex est une localité et une ancienne commune suisse du canton de Fribourg, située dans le district de la Broye.

## Histoire
Franex est situé dans l'enclave d'Estavayer-le-Lac. Le chapitre de Lausanne y possédait des terres et des serfs. La localité fit partie de la seigneurie d'Estavayer, de son bailliage dès 1536, puis du district d'Estavayer-le-Lac de 1798 à 1848. Affiliée à la paroisse de Combremont jusqu'à la Réforme, la localité fut dès lors incorporée à celle de Murist. Franex est active dans les cultures céréalières et l'élevage.
Franex a fusionné en 1992 avec Murist, laquelle a fusionné en 2017 avec Bussy, Estavayer-le-Lac, Morens, Rueyres-les-Prés, Vernay et Vuissens pour former la nouvelle commune d'Estavayer.

## Patrimoine bâti
La chapelle Saint-Nicolas, citée en 1625 et restaurée en 1795, contient treize statuettes polychromes figurant le Christ et les douze apôtres (fin du XVe siècle).

## Toponymie
1242 : Frasnei

## Démographie
Franex comptait 84 habitants en 1811, 131 en 1850, 115 en 1900, 110 en 1950, 46 en 1990.